# Żołnierz Kresowy
Żołnierz Kresowy – tygodnik 1 Dywizji Litewsko-Białoruskiej.
Wydawcą pisma był Referat Oświatowo-Kulturalny 1 Dywizji Litewsko-Białoruskiej. Czasopismo było wydawane w warunkach frontowych. Pierwszy numer tygodnika ukazał się w dniu 17 marca 1920 roku. Założycielem pisma i redaktorem był por. Janusz Ostrowski. Lipcowa ofensywa Tuchaczewskiego i odwrót oddziałów polskiego Frontu Północno-Wschodniego uniemożliwił dalsze redagowanie pisma.